# ألكسندر بافلوف
ألكسندر بافلوف (4 أبريل 1983 - ) هو لاعب كرة قدم روسي، يلعب كمهاجم.

## مسيرته

### مسيرته مع الأندية
- 2010 - 2010 لعب مع FC Gornyak Uchaly [الإنجليزية]‏ 23 مباراة سجل خلالها 5 أهداف.
- 2011 - 2013 لعب مع FC Tekstilshchik Ivanovo [الإنجليزية]‏ 58 مباراة سجل خلالها 12 هدف.
- 2013 - 2013 لعب مع FC Metallurg Vyksa [الإنجليزية]‏ 19 مباراة سجل خلالها 4 أهداف.